# Прапор Гронінгену (провінція)
Прапор Гронінгену є офіційним символом провінції. Прапор був прийнятий 17 лютого 1950 року  і базується на прапорі міста Гронінгена та гербі регіону Оммеланди. Червоний, білий і синій кольори походять від герба Оммеландів, а білий і зелений зображені на прапорі міста Гронінгена. Кольори міста в центрі прапора символізують центральне розташування міста Гронінген, яке є столицею провінції.

## Дизайн
Співвідношення прапора 2:3, таке ж, як у прапора Нідерландів. Ширина білого хреста становить 1/3 висоти прапора, а зеленого — 1/9 висоти прапора. Кольори визначаються як кольори Pantone 032U (червоний), 300U (синій) і 355U (зелений).

## Історія
У 1913 році Ван дер Лаарс запропонував використовувати прапор для провінції Гронінген. Його пропозицією був прапор, заснований на прапорі Оммеландів. Синя смуга посередині була змінена на зелену смугу прапора міста Гронінгена. Він також зробив ще дві пропозиції, де використав кольори герба провінції Гронінген.
|  |  |  |  |  |

Ескіз нинішнього прапора був розроблений Яном Туїном, який пізніше став мером міста Гронінген. Він запропонував розробити новий прапор, цей проєкт був прийнятий 17 лютого 1950 року. Через шість днів рішення було офіційно опубліковано.

## Зовнішні посилання
- Вікісховище має мультимедійні дані за темою: Прапор Гронінгену (провінція)